# グリオキシル酸レダクターゼ
グリオキシル酸レダクターゼ（glyoxylate reductase）は、次の化学反応を触媒する酸化還元酵素である。
グリコール酸 + NAD+ {\displaystyle \rightleftharpoons } グリオキシル酸 + NADH + H+
反応式の通り、この酵素の基質はグリコール酸とNAD+、生成物はグリオキシル酸とNADHとH+である。
組織名はglycolate:NAD+ oxidoreductaseで、別名にNADH-glyoxylate reductase、glyoxylic acid reductase、NADH-dependent glyoxylate reductaseがある。